# Dreifaltigkeitskirche (Aachen)

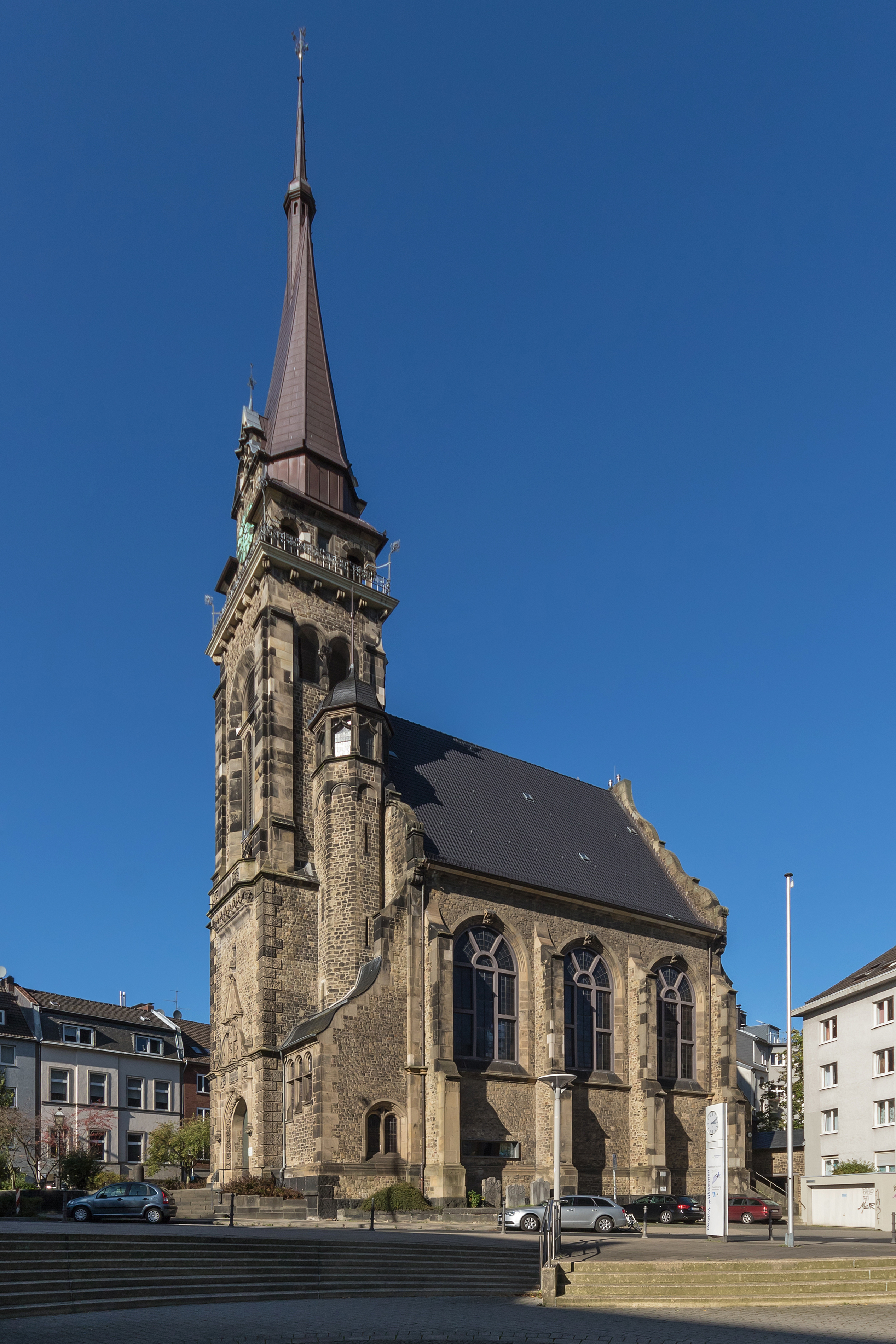
Die Dreifaltigkeitskirche in Aachen

Die Dreifaltigkeitskirche ist die größte evangelische Kirche in Aachen. Sie wurde zwischen 1897 und 1899 an der historischen Stadtgrenze zwischen dem bis 1897 selbständigen Burtscheid und der Stadt Aachen erbaut und steht unter Denkmalschutz. Im Jahr 2006 wurde sie im Zuge der Neuaufteilung der Pfarrbezirke als Gemeindekirche aufgegeben und dient seit 2015 als Jugendkirche der Evangelischen Kirchengemeinde Aachen, die zum Kirchenkreis Aachen der Evangelischen Kirche im Rheinland gehört.

## Geschichte
Im ursprünglich überwiegend katholisch geprägten Burtscheid hatte sich seit Anfang des 16. Jahrhunderts auch eine kleine evangelische Gemeinde gebildet, deren Angehörige mehrheitlich im Verlauf der Aachener Religionsunruhen aus Aachen übergesiedelt waren und denen erst Ende des 19. Jahrhunderts ein dauerhafter Kirchenbau gestattet wurde.
Nach Plänen des Berliner Architekten Heinrich Reinhardt wurde 1897 mit dem Bau der Kirche begonnen. Im Juli 1899 wurde sie eingeweiht. Das Gebäude war überwiegend im historisierenden neugotischen Stil gehalten und im Inneren stark an den Jugendstil angelehnt. Ursprünglich gehörten zu der Kirche ein im gleichen Baustil errichtetes Pfarrhaus und ein Küster- und Gemeindehaus. Das Ensemble lag zwar am Ortsrand von Burtscheid, aber günstig gelegen auf dem Weg über die damalige Kaiserallee (heute Oppenhoffallee) in den Aachener Stadtkern und nahe bei der unter evangelischer Trägerschaft stehenden Viktoriaschule.
Während des Zweiten Weltkriegs wurde die Kirche schwer beschädigt. Bei einem Luftangriff im Juli 1943 verbrannten Dach, Kirchengestühl, Altar, Orgel und Glockenstuhl. Danach stand das Gebäude mehrere Jahre lang leer. Das Pfarr- und das Gemeindehaus wurden völlig zerstört und nicht wiederaufgebaut.
Mit ersten Sicherungsmaßnahmen an Dach, Gewölbe und Mauerwerk begann 1948 der Wiederaufbau der Dreifaltigkeitskirche. Im Juli 1955 wurde sie wieder eingeweiht. Sie ist mit 650 Plätzen die größte evangelische Kirche in Aachen. Der Turm ist gut 62 Meter hoch. Von den ursprünglichen vier Glocken ist nur eine, die kleinste, erhalten. Die übrigen sind Neugüsse.
Zwischenzeitlich wurde die unter Denkmalschutz stehende Dreifaltigkeitskirche aufgrund veränderter Strukturen und Bezirksaufteilungen sowie Problemen der baulichen Instandhaltung geschlossen und zum 1. August 2006 entwidmet. Im Jahr 2011 wurde der Turm saniert, dabei wurden Schäden am Mauerwerk beseitigt, und der Turmhelm erhielt neue Balken und eine Kupferblecheindeckung. 

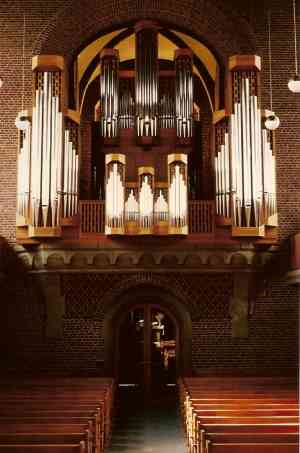
Klais-Orgel

Seit 2011 fanden in der Dreifaltigkeitskirche wieder Traugottesdienste statt, und in den Jahren 2012/2013 nutzte man sie während der Restaurierungsarbeiten an der Annakirche in Aachen regelmäßig für Gottesdienste. Seit dem Verkauf der Klais-Orgel im Jahr 2009 stand jedoch keine adäquate Orgel zur Begleitung dieser Gottesdienste mehr zur Verfügung.

## Ausstattung
Vor dem Zweiten Weltkrieg zeigten die bunten Glasfenster im Kirchenschiff neutestamentliche Szenen der Jesus-Geschichte, die Fenster im Chorraum die christlichen Feste Weihnachten, Ostern und Pfingsten. Sämtliche Fenster schuf der bekannte Glasmaler Alexander Linnemann aus Frankfurt. Im Zuge des Wiederaufbaus sind neue Fenster mit abstrakten Motiven zum Thema Dreifaltigkeit eingesetzt worden.
Die ursprüngliche Innenausstattung ist im Krieg zerstört worden, geblieben sind nur ein Mosaik im Chorraum und der Bodenbelag in den Seitengängen. Nach dem Wiederaufbau erhielt die Kirche zunächst eine Orgel der Aachener Orgelbauanstalt Georg Stahlhuth. Die Orgel hatte 22 Register auf zwei Manualen und Pedal. 1987 wurde sie ersetzt durch eine Klais-Orgel mit 44 Registern auf drei Manualen und Pedal.
Nach der Schließung 2006 wurde die Klais-Orgel an den Evangelischen Stadtkirchenverband Köln und Region verkauft, im Sommer 2009 abtransportiert und ist jetzt in der Trinitatiskirche in Köln zu hören.

## Gegenwärtige Nutzung
Seit Ende 2015 ist die Dreifaltigkeitskirche nach umfangreichen Renovierungsarbeiten unter dem Namen Junge Kirche Aachen (JuKi Aachen) als Jugendkirche wieder in Betrieb. Unter der Verantwortung eines Teams von haupt- und ehrenamtlichen Mitarbeitern finden dort an mindestens vier Tagen der Woche Gottesdienste und andere Veranstaltungen für Jugendliche und junge Erwachsene statt.